# Kaos Urbano
Kaos Urbano és un grup de punk rock i oi! format per skinheads antifeixistes d'Alcobendas.

## Història
Les seves dues primeres maquetes es titulaven Falsa democracia i Son escoria, en les que el grup va quedar definit per les seves lletres directes contra el feixisme i el capitalisme.
En el seu primer àlbum, Bronka y rebelión, va començar la seva consolidació com un dels grups de música oi! antifeixista més importants l'Estat espanyol. Amb cançons com «Alcobendas», «Barrio obrero», «Espíritu del 69» (reivindicant l'esperit dels primers skinheads), «Música oi!» o «Okupa las calles» (en suport al món abertzale) Kaos Urbano es va fer conegut en els cercles antifeixistes de tot l'Estat.
Es van consagrar amb el seu segon disc: No hay vuelta atrás, amb onze temes que apel·len a la lluita proletària. Temes destacats com «Larga vida al oi!» o «Recordando tu pasado» són part de la història del punk ibèric. El tercer àlbum, El orden del Kaos, va tenir un notable èxit tot i tractar-se d'un grup incorrecte i anticomercial. La ràbia característica d'aquest grup s'aprecia en cançons com «El orden del Kaos», «Divide y vencerás», «Vagos y maleantes» o «Los hijos de la calle».
Els seus primers discs van ser editats per Potencial Hardcore, mentre que El orden del Kaos el va publicar per Working Class Records. Just després del llançament del disc es van separar i no va ser fins al 2010 que van tornar als escenaris a Arévalo. El 2011 el grup va publicar el seu quart disc titulat Te olbidaste de matarme al nacer.

## Discografia
- Falsa democracia (1998)
- Son escoria (1999)
- Bronka y rebelión (2000)
- No hay vuelta atrás (2002)
- A la salud de los muertos (compartit amb Curasbun, 2004)
- El orden del Kaos (2005)
- De Madriz al infierno (DVD en directe, 2008)
- Te olvidaste de matarme al nacer (2011)
- Sexo, drogas y street punk (2014)
- Recuerdos & raíces (disc de versions, 2015)[4]
- La hora del baile (2016)
- Más vivos que muertos (EP, 2018)
- Suburbiales (2019)[5]
- Euforia (2022)[6]
- Punk saves Madriz (2024)